# Polycauliona
Polycauliona is een geslacht van korstmossen behorend tot de familie Teloschistaceae. De typesoort is Polycauliona regalis.

## Soorten
Volgens Index Fungorum telt het geslacht 28 soorten (peildatum maart 2022):
| Soortnaam                                   | Auteur(s)                                                     | Publicatiejaar |
| ------------------------------------------- | ------------------------------------------------------------- | -------------- |
| Polycauliona antarctica                     | (Vain.) C.W. Dodge                                            | 1973           |
| Polycauliona ascendens                      | (S.Y. Kondr.) Frödén, Arup & Søchting                         | 2013           |
| Polycauliona austrogeorgica                 | C.W. Dodge                                                    | 1971           |
| Polycauliona bolacina                       | (Tuck.) Arup, Frödén & Søchting                               | 2013           |
| Polycauliona brattiae                       | (W.A. Weber) Arup, Frödén & Søchting                          | 2013           |
| Polycauliona candelaria (Kroezig dooiermos) | (L.) Frödén, Arup & Søchting                                  | 2013           |
| Polycauliona charcotii                      | Hue                                                           | 1909           |
| Polycauliona citrina                        | C.W. Dodge                                                    | 1948           |
| Polycauliona comandorica                    | Himelbrant, Stepanchikova & I.V. Frolov                       | 2021           |
| Polycauliona coralligera                    | Hue                                                           | 1908           |
| Polycauliona coralloides                    | (Tuck.) Hue                                                   | 1909           |
| Polycauliona fruticulosa                    | (Darb.) Hue                                                   | 1909           |
| Polycauliona inconspecta                    | (Arup) Arup, Frödén & Søchting                                | 2013           |
| Polycauliona johnstonii                     | C.W. Dodge                                                    | 1948           |
| Polycauliona kaernefeltii                   | (S.Y. Kondr., D.J. Galloway & Goward) Frödén, Arup & Søchting | 2013           |
| Polycauliona leechii                        | C.W. Dodge                                                    | 1968           |
| Polycauliona luctuosa                       | Hue                                                           | 1915           |
| Polycauliona murrayi                        | C.W. Dodge                                                    | 1965           |
| Polycauliona phryganitis                    | (Tuck.) Hue                                                   | 1909           |
| Polycauliona polycarpa (Klein dooiermos)    | (Hoffm.) Frödén, Arup & Søchting                              | 2013           |
| Polycauliona prostrata                      | (Hue) C.W. Dodge                                              | 1973           |
| Polycauliona pulvinata                      | C.W. Dodge & G.E. Baker                                       | 1938           |
| Polycauliona regalis                        | (Vain.) Hue                                                   | 1908           |
| Polycauliona rhopaloides                    | Hue                                                           | 1909           |
| Polycauliona sparsa                         | C.W. Dodge & G.E. Baker                                       | 1938           |
| Polycauliona thamnodes                      | (Poelt) Arup, Frödén & Søchting                               | 2013           |
| Polycauliona theloschistoides               | (Zahlbr.) C.W. Dodge                                          | 1971           |
| Polycauliona ucrainica                      | (S.Y. Kondr.) Frödén, Arup & Søchting                         | 2013           |